# Mizuno Tadakuni
Mizuno Tadakuni (水野 忠邦?, 19 de julio de 1794 - 12 de marzo de 1851) fue un daimio de finales del periodo Edo, que desempeñó el cargo de rōjū (miembro del Consejo de Ancianos) al servicio del shogunato Tokugawa. 
Es especialmente recordado por haber instituido las Reformas Tenpō.

## Biografía
Mizuno Tadakuni era el segundo hijo de Mizuno Tadaaki, el daimio del dominio de Karatsu. Tadakuni se convirtió en el heredero en 1805, tras la temprana muerte de su hermano mayor, y fue presentado ante Tokugawa Ienari y Tokugawa Ieyoshi en una audiencia formal en 1807. En 1812, cuando su padre se retiró, se convirtió en el jefe del clan Mizuno y daimio de Karatsu. Entró al servicio del shogunato Tokugawa como sōshaban (maestro de ceremonias) del castillo de Edo en 1816. En 1817, en vista de las crecientes dificultades causadas por la política sobre el comercio extranjero en Nagasaki solicitó ser transferido del dominio de Karatsu al -mucho más pequeño- dominio de Hamamatsu, en la provincia de Totomi. Aunque ambos dominios tenían unos ingresos oficiales de 70.000 koku, el de Karatsu tenía unos ingresos efectivos de 253.000, bastante más que los 153.000 de Hamamatsu. Como consecuencia, este traspaso causó ira e incredulidad entre los miembros de su clan, lo que se tradujo en el suicidio de su consejero, pero Tadakuni no pudo ser disuadido. Ese mismo año recibió el puesto de jisha-bugyō (magistrado de santuarios y templos).
En 1825, Tadakuni recibió el puesto de Oosaka jōdai (castellano de Osaka), con una promoción al 4º rango inferior de la corte. El año siguiente (1826), fue nombrado Kyōto shoshidai, el representante oficial del shogunato en la corte de Kioto. Su título de cortesía se cambió de Izumi-no-kami a Echizen-no-kami. En 1828, Tadakuni fue nombrado rōju, y fue subiendo en el escalafón hasta alcanzar el cargo de presidente del Consejo de Ancianos en 1839.
Como rōjū, Mizuno Tadakuni tenía un enorme poder político, e intentó reformar las finanzas y controles sociales del shogunato tras el final de la gran hambruna de Tenpō (1832-1836) mediante la aprobación de numerosas leyes suntuarias, que fueron conocidas en conjunto como reformas Tenpō. Mediante ellas intentó estabilizar la economía, a través de un regreso a la frugalidad, sencillez y disciplina que eran características del principio del periodo Edo, prohibiendo casi todas las formas de entretenimiento y de ostentación de riqueza. Esto fue enormemente impopular entre las clases bajas. Otra parte de las reformas incluía el Agechi-rei, que suponía que los daimios que poseían las tierras próximas a Edo y Osaka debían entregar sus posesiones a cambio de una cantidad de tierra equivalente en otros lugares, lo que consolidaría el control de los Tokugawa sobre estas áreas, estratégicamente vitales. Esta medida también resultó ser muy impopular entre los daimios de todas las categorías y niveles de ingreso. El fracaso en general de las reformas hizo que Tadakuni cayera en desgracia. Para complicar más su situación, en mayo de 1844 el castillo de Edo sufrió un incendio. El 22 de febrero de 1845 fue depuesto de sus cargos y el 2 de septiembre fue exiliado en el dominio de Yamagata, en la provincia de Dewa, donde permanecería hasta su muerte. Falleció el 12 de marzo de 1851, cinco días antes de que la noticia del fin de su exilio le pudiera ser notificada. Fue sucedido por su hijo, Mizuno Tadakiyo, que fue también una importante figura en el periodo tardío del shogunato.
Mizuno Tadakuni estaba casado con una hija de Sakai Tadayuki, un wakadoshiyori (oficial de alto rango) y daimio del dominio de Obama.